# James Red Herring
James Red Herring est un boxeur américain né le 19 mars 1896 à Paducah, Kentucky, et mort le 7 mai 1974.

## Carrière
Passé professionnel en 1917, il devient champion du monde des poids super-légers NBA (National Boxing Association) le 27 mars 1925 en battant par disqualification au 6e round Pinky Mitchell puis confirme cette victoire 4 jours plus tard aux dépens de Young Ketchell. Herring laisse son titre vacant en 1926 et met un terme à sa carrière en 1933 sur un bilan de 157 victoires, 40 défaites et 33 matchs nuls.

## Référence
1. ↑  (en) Biographie de James (Red) Herring (boxrec.com)